# Juan de Herrera
Juan de Herrera de Maliaño (Roiz, 1530 – Madrid, 15 gennaio 1597) è stato un architetto e matematico spagnolo.

## Biografia

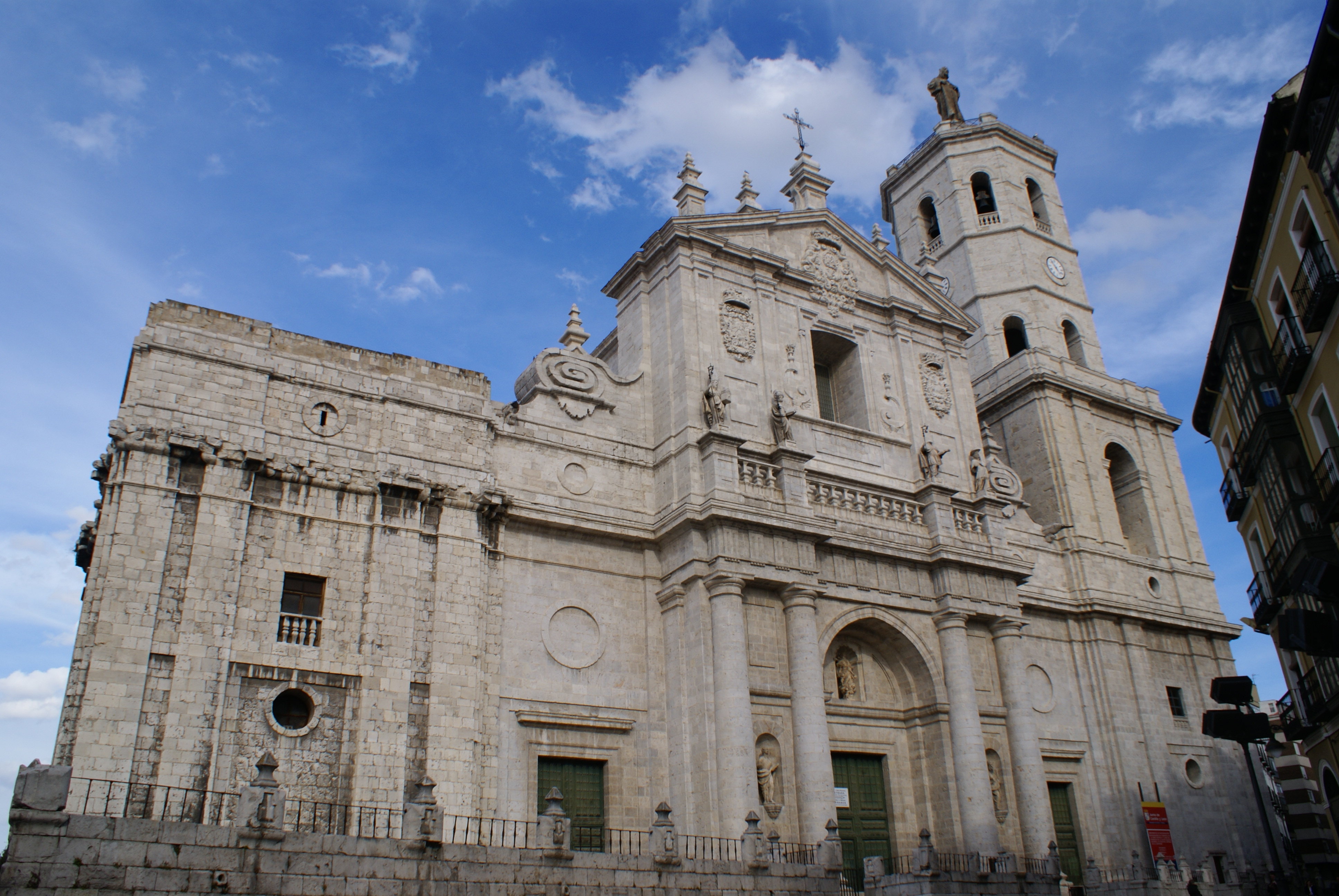
La cattedrale di Valladolid

Tra il 1547 ed il 1559 viaggiò oltre i confini spagnoli: in Belgio, assieme a Filippo II di Spagna ed al seguito di Carlo V, ma soggiornò soprattutto in Italia. Quindi completò i suoi studi presso l'Università di Valladolid.
Nel 1563 lavorò con Juan Bautista de Toledo nel cantiere del Monastero dell'Escorial, subentrando al primo architetto pochi anni dopo e completando l'opera nel 1594 con la realizzazione dell'ospedale e della cappella.
Tuttavia, il suo stile solenne, influenzato dal Rinascimento, dal Manierismo italiano, oltre che da aderenze vitruviane e classiciste, raggiunse la massima espressione nel Palazzo reale di Aranjuez (1569), nell'Archivo General de Indias di Siviglia (1584) e nei progetti per la grandiosa Cattedrale di Valladolid (1585), completata solo in parte, ma destinata ad avere grande influenza sulle cattedrali di Salamanca, Città del Messico, Puebla e Lima. Collaborò inoltre con l'architetto italiano Filippo Terzi alla costruzione del Monastero di São Vicente de Fora a Lisbona.
Inoltre, la severità del suo linguaggio condizionò per circa un secolo l'architettura spagnola, tanto che divenne lo stile ufficiale di Filippo II di Spagna (la cosiddetta architettura herreriana).